# Хонатан Ороско
Хонатан Ороско (ісп. Jonathan Orozco, нар. 12 травня 1986, Монтеррей) — мексиканський футболіст, що грав на позиції воротаря, зокрема за клуб «Монтеррей» та національну збірну Мексики, у складі якої — триразовий володар Золотого кубка КОНКАКАФ. 

## Клубна кар'єра
Народився 12 травня 1986 року в Монтерреї. Вихованець футбольної школи клубу «Кобрас де Сьюдад-Хуарес».
У дорослому футболі дебютував 2005 року виступами за команду «Монтеррей», в якій провів дванадцять сезонів, взявши участь у 318 матчах чемпіонату. Більшість часу, проведеного у складі «Монтеррея», був основним голкіпером команди.
Протягом 2017—2020 років захищав кольори клубу «Сантос Лагуна», а завершував ігрову кар'єру у «Тіхуані», за яку виступав протягом 2020—2023 років.

## Виступи за збірні
2003 року провів одну гру у складі юнацької збірної Мексики (U-17), а 2008 року залучався до складу молодіжної збірної Мексики, за яку зіграв у двох офіційних матчах.
2010 року дебютував в офіційних матчах у складі національної збірної Мексики і протягом наступних 12 років нерегулярно викликався до її лав, провівши у її формі 10 матчів і пропустивши 9 голів.
У складі збірної був учасником п'яти розіграшів Золотого кубка КОНКАКАФ, на трьох з яких, у 2011, 2015 та 2019 роках, мексиканці ставали континентальними чемпіонами. При цьому Ороско був основним голкіпером збірної лише у розіграші Золотого кубка КОНКАКАФ 2013 року, коли Мексика вибула з боротьби на рівні півфіналів.
| Дата       | Місто         | Господарі | Результат | Гості             | Турнір                            | Голи | Примітки |
| ---------- | ------------- | --------- | --------- | ----------------- | --------------------------------- | ---- | -------- |
| 25-2-2010  | Сан-Франциско | Мексика   | 5 – 0     | Болівія           | товариський матч                  | -    |          |
| 12-10-2012 | Х'юстон       | Мексика   | 5 – 0     | Гаяна             | Відбір до ЧС 2014                 | -    |          |
| 7-7-2013   | Пасадіна      | Мексика   | 1 – 2     | Панама            | Кубок КОНКАКАФ 2013 - 1-й етап    | -2   |          |
| 11-7-2013  | Сіетл         | Мексика   | 2 – 0     | Канада            | Кубок КОНКАКАФ 2013 - 1-й етап    | -    |          |
| 20-7-2013  | Атланта       | Мексика   | 1 – 0     | Тринідад і Тобаго | Кубок КОНКАКАФ 2013 - чвертьфінал | -    |          |
| 24-7-2013  | Арлінгтон     | Панама    | 2 – 1     | Мексика           | Кубок КОНКАКАФ 2013 - півфінал    | -2   |          |
| 5-6-2019   | Атланта       | Мексика   | 3 – 1     | Венесуела         | товариський матч                  | -1   |          |
| 23-6-2019  | Шарлотт       | Мартиніка | 2 – 3     | Мексика           | Кубок КОНКАКАФ 2019 - 1-й етап    | -2   |          |
| 7-9-2019   | Іст-Ратерфорд | США       | 0 – 3     | Мексика           | товариський матч                  | -    |          |
| 27-10-2021 | Шарлотт       | Мексика   | 2 – 3     | Еквадор           | товариський матч                  | -2   | 46'      |
| Усього     |               | Матчів    | 10        |                   | Голів                             | -9   |          |

## Титули і досягнення
- Чемпіон Мексики (2):

«Монтеррей»: Апертура 2009, Апертура 2010
- Переможець Ліги чемпіонів КОНКАКАФ (1):

«Монтеррей»: 2010-2011
- Володар Золотого кубка КОНКАКАФ (3):

Мексика: 2011, 2015, 2019